# Philentoma
Philentoma is een geslacht van zangvogels uit de familie Vangidae.

## Soorten
Het geslacht kent de volgende soorten:
- Philentoma pyrhoptera  –  Vuurvleugelphilentoma
- Philentoma velata  –  Roodborstphilentoma